# 地下戦争

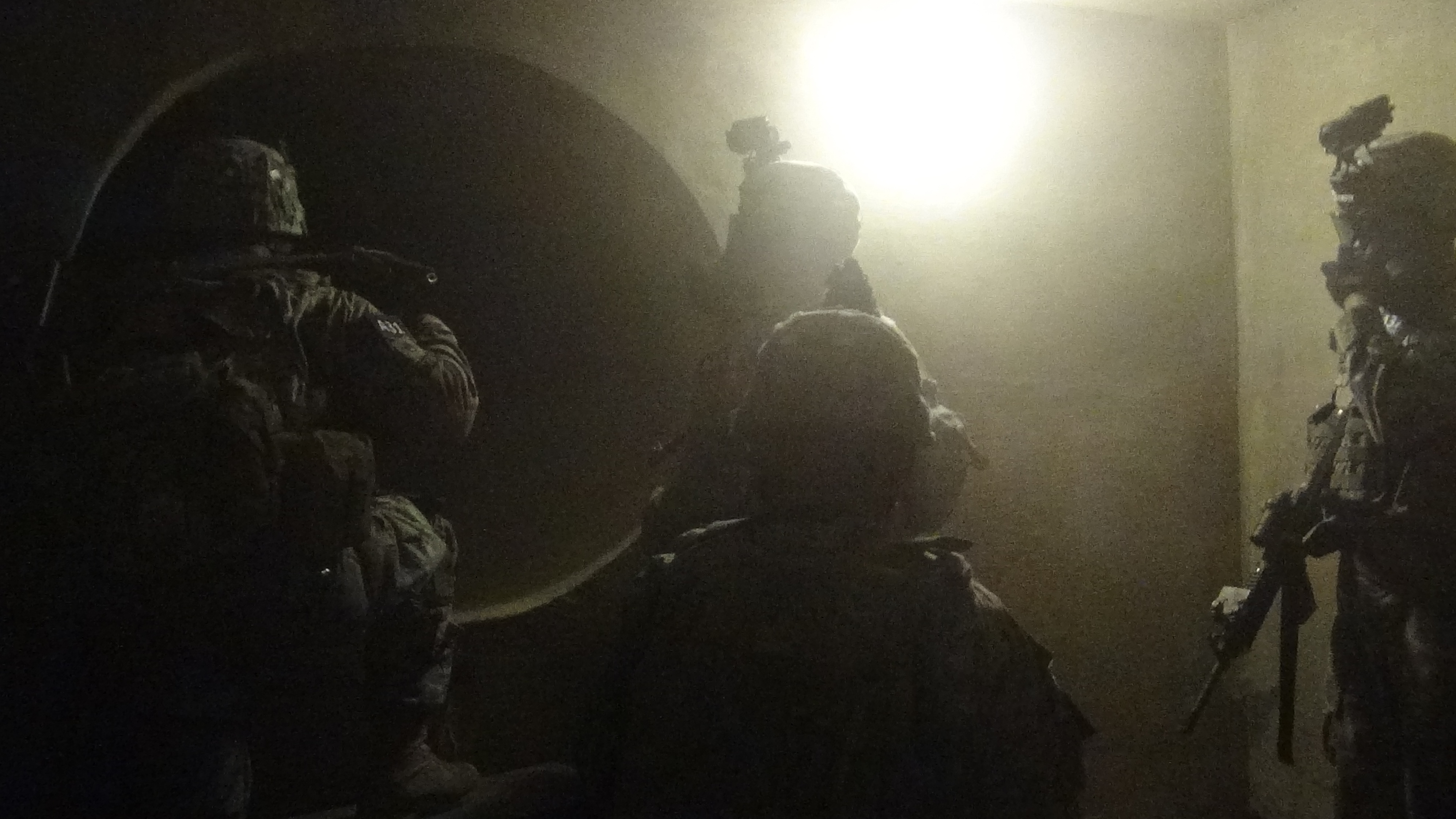
地下戦争のために訓練している米軍兵士

## 概要
地下戦争（ちかせんそう、英語: Subterranean warfare）または地下戦。地下軍事施設は多くの国で重要な役割を果たしており、そのような地下戦争は現代の紛争のほぼ避けられない要素であるため、世界中に10,000を超える地下軍事施設がある。彼らはしばしば地下に潜り、超大国を引き受けるときに直面するようなオーバーマッチに対抗する。

## 歴史

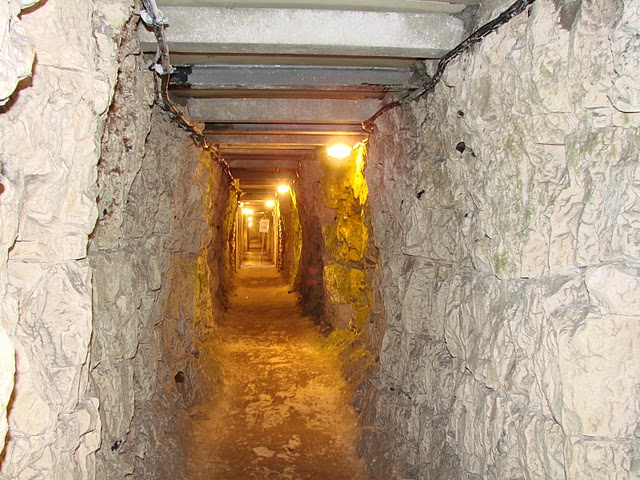
カナダの地下トンネル（第一次世界大戦のヴィミーリッジの戦い）

第二次世界大戦中、地下戦争が時折行われた。例としては、 アジムシュカイ採石場の防衛、またはソビエトパルチザンによるゲリラ戦中のオデッサ・カタコンベの使用がある。

21世紀には、ハマスのガザ地区でのパレスチナトンネル戦争を考慮して、地下戦争への準備の問題が米軍の前に提起された。2013年12月11日のRFI（情報の要求）「地下環境での戦闘機の能力を強化する技術」と題されたものは、部分的に次のように述べている。
米国（US）の諜報および兵器技術を打ち負かし、戦術的および運用上の利点を得るために、軍事的脅威と不規則な脅威の両方が再配置され、地下の運用環境（SbT OE）に機能が再配置され始めた。戦術的優位性を得るための軍事および非正規軍によるトンネルおよび地下施設（UGF）の使用の増加は、より洗練され、ますます効果的になり、米軍が将来の戦場で軍事目的の地下構造に遭遇する可能性が高くなっている。中東は、敵軍の資産として使用できる古代と現代の地下システムでいっぱいである。米国では、米国の北と南の国境の両方で、米国とカナダおよびメキシコを結ぶトンネルが発見され、人身売買、麻薬密売、およびその他の違法行為のために犯罪要素によって使用されている。
アメリカ国防情報局のロバート・アシュリー局長は、2018年に、市街戦の将来の増加を見越して、国防総省が「地下」を新しい領域にすることを検討していると述べた。